# Muhammad Said Khan
Muhammad Said Khan (Rampur, 19 maggio 1786 – Rampur, 1º aprile 1855) è stato un principe indiano.
Fu Nawab di Rampur dal 1840 al 1855.

## Biografia
Nato a Rampur nel 1786, Muhammad Said era figlio dell'ex nawab Ghulam Muhammad Khan Bahadur. Trascorse un primo periodo al servizio della Compagnia britannica delle Indie orientali, giungendo al rango di vice collettore per Didain.
Succedette al trono di Rampur alla morte del cugino, il nawab Ahmad Ali Khan Bahadur, nel 1840. Anche se suo padre era stato un tiranno nel corso del suo breve regno, Muhammad Said per contro si distinse per essere un monarca benevolente e progressista, costruendo opere di irrigazione che migliorarono l'agricoltura locale, stabilendo dei tribunali provinciali e regionali, e promulgando un nuovo codice di leggi. Durante il suo regno, Muhammad Said Khan si impegnò particolarmente per la diffusione della cultura nel suo paese, fondando la biblioteca di Rampur. Nominò Allam Yusuf Ali Khan Mehvi alla nota Kutub Khana. Invitò alla sua corte studiosi, calligrafi e miniaturisti dal Kashmir e da altre parti dell'India.
Muhammad Said morì il 1º aprile 1855, all'età di 69 anni, e venne sepolto a Rampur. Gli succedette al trono il suo primogenito, Yusef Ali Khan Bahadur.